# Триград
Три́град (болг. Триград) — село в Смолянській області Болгарії. Входить до складу общини Девин.

## Населення
За даними перепису населення 2011 року у селі проживали 662 особи.
Національний склад населення села:
| Національність   | Кількість осіб | Відсоток |
| ---------------- | -------------- | -------- |
| болгари          | 362            | 87,9%    |
| цигани           | 0              | 0%       |
| інша             | 36             | 8,7%     |
| не визначились   | 10             | 2,4%     |
| Всього відповіли | 412            |          |

Розподіл населення за віком у 2011 році:
Динаміка населення: